# Курбакинская (станция)
Курба́кинская — внеклассная железнодорожная станция однопутной неэлектрифицированной линии Арбузово — Орёл. Курбакинская расположена в посёлке Магнитный Железногорского района Курской области и относится к Орловско-Курскому региону Московской железной дороги РЖД. На станции действует одноимённое локомотивное депо ФТЧ-56 (ранее ТЧ-32), которое является филиалом Курского депо (ТЧ-29). Курбакинская является преимущественно грузовой станцией, имеет полугорку и 24 пути на бетонном основании, один из которых рассчитан на приём 89 вагонов. На станции также есть повышенный железнодорожный путь протяжённостью 450 м

## Пассажирское сообщение

### Пригородное сообщение
Через Курбакинскую ежедневно проходит 1 пара пригородных поездов, следующих по маршруту Михайловский Рудник — Орёл, также на станции делают остановку 2 пары пригородных поездов Льгов — Орёл.

### Поезда дальнего следования
На станции останавливается только один поезд дальнего следования: 141/142 Москва — Льгов.

## Грузовое сообщение
Курбакинская является грузообразующей станцией Московской железной дороги. Основной объём погрузки по станции обеспечивает Михайловский ГОК (железнорудная продукция). По состоянию на 2022 год, Курбакинская обеспечивает более 20 % погрузки на Московской железной дороге (более 14 млн тонн в год) и 70 % в Орловско-Курском регионе. Средняя ежесуточная погрузка на станции достигает 590 вагонов. Основными клиентами являются: Михайловский ГОК, комбикормовый завод, локомотивное депо.

## История
В 1968 году было начато строительство продолжения существующей линии Арбузово — Михайловский рудник до Орла. Станция Курбакинская была введена в эксплуатацию на новом участке в 1973 году. В 1975 году строительство ветки до Орла было завершено, и грузы со станции Курбакинской стали направляться преимущественно на Орловский ЖД-узел, где была выстроена новая узловая станция Лужки-Орловские .
Начальник станции с 2020 года — Дубна Игорь Степанович.